# Village suisse (1896)
Pour les articles homonymes, voir Village suisse.
Le Village suisse est un concept né à l’occasion de l'Exposition nationale suisse à Genève en 1896. Il cherche à présenter en un seul lieu la quintessence du patrimoine bâti helvétique, illustrant non seulement l’architecture et l’urbanisme, mais également les arts décoratifs et l’artisanat. Il a connu un autre avatar à l'Exposition universelle de 1900 à Paris.

## Historique

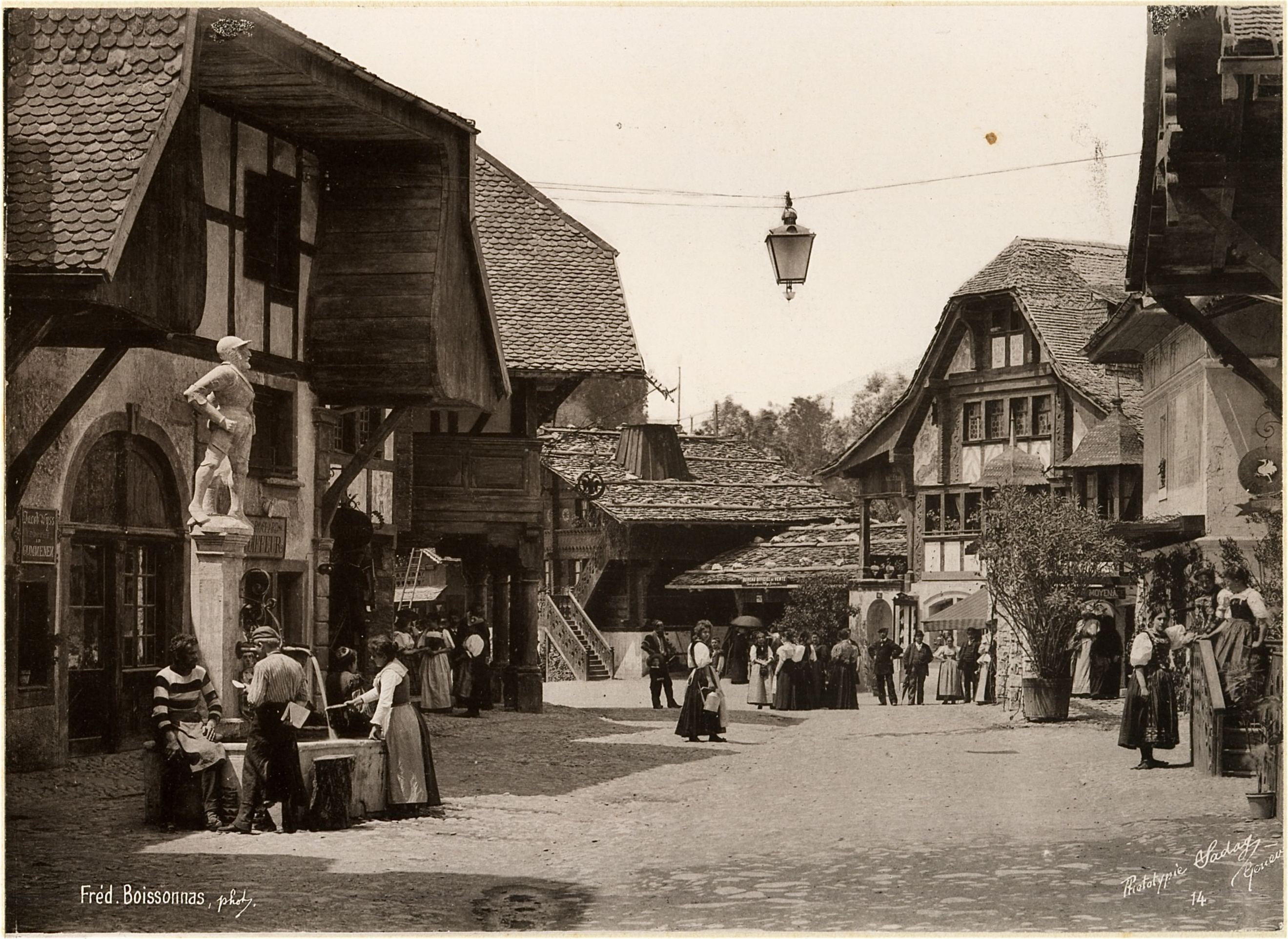
Une place du village suisse photographiée en 1896

Si le « style suisse » a commencé à être diffusé à l’occasion d’expositions universelles (Paris 1867, Vienne 1873) ou de la première Exposition nationale de (Zurich 1883), il ne s’agit alors encore que de pavillons isolés faisant étalage de charpenterie et qui oscillent entre le type du chalet (Vienne 1873) et celui de la pagode (Zurich 1883). La deuxième exposition nationale de Genève, en 1896, va proposer une tentative de regroupement.
Cette manière de présenter au sein d’une grande exposition un ensemble architectural reflétant l’image typique d’un patrimoine monumental a des précédents en Italie, aux Pays-Bas, en Angleterre, en France, en Autriche et en Belgique. L’une des premières expériences de ce genre semble avoir été, en 1884 à Turin, le «Borgo Medioevale» montré dans le cadre de l’Esposizione Generale Italiana. Il offrait une synthèse pittoresque de l’architecture civile et militaire, piémontaise et valdôtaine du XVe siècle.
La création d’un « Village suisse » à l’Exposition nationale de Genève a été proposée en 1895 par Charles Haccius, « délégué aux créations agricoles » : « Cherchant les moyens d’avoir à l’Exposition un troupeau de bétail suisse parqué dans les chalets, il comprit tout le parti qu’offrirait une semblable exhibition, convenablement développée, et embrassant, en une vaste synthèse, l’architecture, les industries, les costumes, les mœurs même des différents cantons ».
La curiosité ethnographique n’est pas étrangère à ce projet. En fait, l’Exposition de Genève devait avoir également, comme à l'Exposition universelle de Paris de 1889, un «Village nègre» présentant quinze tribus du Soudan occidental, tandis que le «Village suisse» devait montrer les traditions helvétiques.
Le site réservé au Village suisse est à l’origine un terrain plat au confluent de deux rivières, l’Aire et l’Arve. Le plan des architectes définit un territoire de 23'000 m2, dont plus du tiers sera aménagé en relief par construction d’une couronne alpestre de « montagnes », vallons et pâturages (altitude maximum 40 m). Une rue au tracé irrégulier, à multiples décrochements, aboutit à une large place de village que délimitent des maisons au nord, un lac au sud, une église à l’ouest. Plus loin le village s’étale en cuvette, au pied de la montagne, tandis qu’une autre place, prolongée par une rue sinueuse, achève la composition. L’agglomération se compose de 56 maisons et chalets abritant une population de 353 habitants, 3 fermes, 18 mazots, une église. Ces bâtiments, loués à 47 locataires différents, ont été conçus pour le commerce, la récréation et l’habitation provisoire.
Le «Village suisse», qui tend à refléter la diversité de l’architecture vernaculaire des cantons helvétiques, est une vaste entreprise de trompe-l’œil. La structure des maisons est constituée d’une charpente de bois, habillée de staff imitant de fausses maçonneries, voire le colombage. La montagne elle-même repose sur une forte charpente de bois qui soutient un jeu de lattis articulés en plans et volumes tranchants, où se plaque le staff des rochers.
Les deux attractions principales sont la cascade, soit chute d’eau de 20 m débitant 166 litres par seconde, et, aménagé au fond d’une grotte artificielle, le «Panorama des Alpes», soit panorama de l'Oberland bernois qui avait déjà été exposé à Paris, Chicago, et Anvers .
La conception architecturale du Village est due à un comité de douze personnes, dont trois architectes, Paul Bouvier (1857-1940), Edmond Fatio (1871-1959) et Aloïs Brémond (*1859).

## Sources
- Jacques Gubler, Nationalisme et internationalisme dans l'architecture moderne de la Suisse (coll. Histoire et théorie de l'Art), L’Âge d’Homme, Lausanne 1975, 346 p.

- INSA Inventaire suisse d’architecture (Société d’histoire de l’art en Suisse), vol. 4, Berne 1982, p. 294–299.

- Genève 1896 : regards sur une exposition nationale / sous la dir. de Leïla el-Wakil & Pierre Vaisse. - Chêne-Bourg/Genève : Paris : Georg, 2001.